# Miloslav Vondráček
Miloslav Vondráček (* 1963 Vysoké Mýto) je český lingvista, bohemista, akademický pracovník Ústavu bohemistiky a knihovnictví Filozoficko-přírodovědecké fakulty Slezské univerzity v Opavě a vědecký pracovník Ústavu pro jazyk český Akademie věd ČR.

## Vzdělání a kvalifikace
V roce 1987 zakončil magisterské studium učitelství českého jazyka a občanské nauky na Pedagogické fakultě Hradec Králové, kde také pokračoval v navazujícím studiu a roku 1989 získal titul doktora pedagogiky v oboru teorie vyučování českému jazyku. Studiu filologie se zaměřením na český jazyk se následně věnoval na Filozofické fakultě Univerzity Karlovy v Praze, kde roku 2002 získal titul Ph.D. a roku 2003 PhDr. V roce 2021 se habilitoval na Filozofické fakultě Univerzity Palackého v Olomouci pro obor Český jazyk s prací Gramatické kategorie substantiv.

## Zaměstnání a pedagogická činnost
Po ukončení magisterského studia nastoupil Miloslav Vondráček jako učitel na Základní školu ve Včelákově. V roce 1993 se stal akademickým pracovníkem Pedagogické fakulty Univerzity Hradec Králové, kde se věnoval lexikologii a stylistice. Na UHK zastával v letech 2003–2005 funkci proděkana pro studium, v letech 2006–2012 se stal statutárním zástupcem děkana a proděkana pro studium. Od roku 2005 působí jako vědecký pracovník Ústavu pro jazyk český Akademie věd ČR.

## Vědeckovýzkumná činnost
Ve svém výzkumu se Vondráček věnuje zejm. lexikologii a stylistice, podílel se mj. na řadě výzkumných projektů spojených s moderní českou mluvnicí a korpusovou lingvistikou: V roce 2005 spolupracoval na výzkumu Grantové agentury ČR s názvem Možnosti a meze gramatiky češtiny ve světle Českého národního korpusu. V letech 2005 až 2011 se stal spolupracovníkem na výzkumu s názvem Český národní korpus a korpusy dalších jazyků. V letech 2006 až 2008 se účastnil výzkumu GAČR s názvem Kapitoly z české gramatiky. V letech 2013–2016 se podílel na řešení grantu GAČR s názvem Slovník afixů užívaných v češtině.

## Další aktivity
Od roku 1993 je členem Jazykovědného sdružení ČR. V letech 2003 až 2012 působil jako člen Vědecké rady Pedagogické fakulty UHK. V roce 2008 se stal členem redakční rady časopisu Češtinář a členem oborové rady doktorského studijního programu Filologie, st. obor Český jazyk na FF UK v Praze. V roce 2010 se stal členem Vědecké redakční rady nakladatelství Gaudeamus Univerzity Hradec Králové a zástupcem vedoucího redaktora časopisu Korpus-gramatika-axiologie.

## Výběr publikací
- Výrazy typu běda z pohledu slovnědruhového. (In: Lingvistika – korpus – empirie. Praha, ÚJČ AV ČR, 2020, 93–102.)
- Druhy slov. Velká akademická gramatika současné češtiny I. Morfologie: Druhy slov / Tvoření slov – Část 1. (Praha: Academia, 2018, s. 33–107.)
- Slovník afixů užívaných v češtině. J. Šimandl (ed.). (67 hesel. Praha: Karolinum, 2016.)
- Sémantika a pragmatika gramatického čísla; aspekt slovotvorný. (In: Jazyk a jazykověda v interpretácii. Univerzita Komenského, Bratislava, 2014, s. 244-253, ISBN 978-80-223-3695-6)
- Povaha stupňování příslovcí. (In: Tygramatika. Dokořán, Praha 2013, s. 131–151, ISBN 978-80-7363-544-2)
- Jak na částice a citoslovce. (Preliminária k moderní mluvnici češtiny. Olomouc: Univerzita Palackého v Olomouci, s. 207-216, ISBN 978-80-244-4667-7.)
- Akademická gramatika spisovné češtiny. Academia, 2013.